# Van-Dave Harmon
Van-Dave Harmon (Gbalatuah, 22 settembre 1995) è un calciatore liberiano, attaccante dello Shabaab Al-Jabal.

## Carriera

### Club
Ha giocato nella massima serie lettone e in quella albanese.

### Nazionale
Nel 2016 ha esordito in nazionale.

## Statistiche

### Cronologia presenze e reti in nazionale
| Cronologia completa delle presenze e delle reti in nazionale ― Liberia | Cronologia completa delle presenze e delle reti in nazionale ― Liberia | Cronologia completa delle presenze e delle reti in nazionale ― Liberia | Cronologia completa delle presenze e delle reti in nazionale ― Liberia | Cronologia completa delle presenze e delle reti in nazionale ― Liberia | Cronologia completa delle presenze e delle reti in nazionale ― Liberia | Cronologia completa delle presenze e delle reti in nazionale ― Liberia | Cronologia completa delle presenze e delle reti in nazionale ― Liberia |
| Data                                                                   | Città                                                                  | In casa                                                                | Risultato                                                              | Ospiti                                                                 | Competizione                                                           | Reti                                                                   | Note                                                                   |
| ---------------------------------------------------------------------- | ---------------------------------------------------------------------- | ---------------------------------------------------------------------- | ---------------------------------------------------------------------- | ---------------------------------------------------------------------- | ---------------------------------------------------------------------- | ---------------------------------------------------------------------- | ---------------------------------------------------------------------- |
| 4-9-2016                                                               | Monastir                                                               | Tunisia                                                                | 4 – 1                                                                  | Liberia                                                                | Qual. Coppa d'Africa 2017                                              | -                                                                      | 65’                                                                    |
| 15-11-2016                                                             | Kasarani                                                               | Kenya                                                                  | 1 – 0                                                                  | Liberia                                                                | Amichevole                                                             | -                                                                      | 68’                                                                    |
| 16-7-2017                                                              | Monrovia                                                               | Liberia                                                                | 0 – 2                                                                  | Mauritania                                                             | Qual. Campionato delle Nazioni Africane 2018                           | -                                                                      | 59’                                                                    |
| 23-7-2017                                                              | Zouérat                                                                | Mauritania                                                             | 0 – 1                                                                  | Liberia                                                                | Qual. Campionato delle Nazioni Africane 2018                           | -                                                                      |                                                                        |
| 6-9-2021                                                               | Douala                                                                 | Rep. Centrafricana                                                     | 0 – 1                                                                  | Liberia                                                                | Qual. Mondiali 2022                                                    | -                                                                      | 68’                                                                    |
| 7-10-2021                                                              | Accra                                                                  | Liberia                                                                | 1 – 2                                                                  | Capo Verde                                                             | Qual. Mondiali 2022                                                    | 1                                                                      | 61’                                                                    |
| 13-11-2021                                                             | Tangeri                                                                | Liberia                                                                | 0 – 2                                                                  | Nigeria                                                                | Qual. Mondiali 2022                                                    | -                                                                      | 82’                                                                    |
| Totale                                                                 |                                                                        | Presenze                                                               | 7                                                                      |                                                                        | Reti                                                                   | 1                                                                      |                                                                        |